# Mount Chapman
Mount Chapman ist ein 2715 m hoher und dreigipfeliger Berg im westantarktischen Ellsworthland. Er ragt mit seinen sehr steilen Hängen und einem großen Felsenfkliff an der Nordseite am westlichen Ende des Whitmoregebirges auf.
Das Advisory Committee on Antarctic Names benannte ihn 1962 nach dem US-amerikanischen Kartografen William Hanell Chapman (1927–2007) vom United States Geological Survey, der unter anderem zwischen 1958 und 1959 an der Erkundung der Horlick Mountains beteiligt war und bei dieser Forschungsreise am 2. Januar 1959 geodätische Vermessungen des Whitmoregebirges durchführte.